# تيودور بيكر (ممثل مسرحي)
تيودور بيكر (بالألمانية: Theodor Becker) (و. 1880 – 1952 م) هو ممثل مسرحي، وممثل أفلام ألماني، ولد في مانهايم، توفي عن عمر يناهز 72 عاماً.

## وصلات خارجية
- ثيودور بيكر على موقع IMDb (الإنجليزية)
- ثيودور بيكر على موقع قاعدة بيانات الأفلام السويدية (السويدية)
- ثيودور بيكر على موقع قاعدة بيانات الفيلم (الإنجليزية)
- ثيودور بيكر على موقع كينوبويسك (الروسية)

- تيودور بيكر في قاعدة بيانات الأفلام على الإنترنت